# ادی هوتر
ادی هوتر (انگلیسی: Adi Hütter؛ زادهٔ ۱۱ فوریهٔ ۱۹۷۰) بازیکن و سرمربی فوتبال اهل اتریش است.وی سرمربی فعلی باشگاه فوتبال موناکو فرانسه است.
از باشگاه‌هایی که در آن بازی کرده‌است می‌توان به باشگاه فوتبال رایندورف آلتاخ و باشگاه فوتبال ردبول زالتسبورگ اشاره کرد.
وی همچنین در تیم ملی فوتبال اتریش بازی کرده‌است.